# Asahel Abbott
Asahel Abbott (* 1805 in Piermont, New Hampshire; † 12. November 1889 in Brooklyn, New York City, Vereinigte Staaten) war ein US-amerikanischer Komponist.

## Leben
Asahel Abbotts Vater war Besitzer einer Sägemühle. Mit fünf Jahren wurde er von seinem Vater im Gesang und Notenlesen unterrichtet. Mit sieben Jahren erlernte er das Spiel der Fife und im Alter von zwölf Jahren konnte er die Chöre der Schöpfung auf dem Klavier begleiten. Zu seiner Stiefmutter hatte er kein gutes Verhältnis und er musste seine musikalischen Studien vor ihr geheim halten. Das erste von ihm komponierte Oratorium legte er Lowell Mason vor. Dieser erklärte es als zu klassisch für Amerikaner. Er gab ihm den Rat einfacher zu komponieren, oder nach Deutschland zu gehen, wo sein Werk vielleicht geschätzt werden würde. Nach der Ablehnung des Oratoriums arbeitete Abbott in einer Sägemühle. Im Alter von 22 Jahren verließ er die Sägemühle in Neuengland und ging nach New York. Hier legte er seine Kompositionen erneut verschiedenen Verlegern vor, die sie wiederum ablehnten. So verließ er New York und ging zunächst auf Wanderschaft. Nach mehreren Stationen gelangte er nach Paterson, wo er als Fagottist Anstellung in einem Militärorchester fand. An verschiedenen Orten unterrichtete er an Schulen, verrichtete Organistendienste und gab privaten Musikunterricht. Er lernte Samuel Miller (1769–1850), Professor am Princeton Theological Seminary, kennen. Dieser wollte ihn für eine geregelte Aufgabe am Seminar gewinnen, doch Abbott lehnte ab, um seine Unabhängigkeit nicht aufzugeben. 1831 fertigte er eine Übersetzung der Aeneis an, die nie publiziert wurde. Seine nächste Station in Branchville (New Jersey) musste er verlassen, weil er in gewalttätige Auseinandersetzungen mit Universalisten geriet. Nach weiteren Stationen erneuerte Miller seine Einladung für einen dreijährigen Kurs in Princeton den Abbott wiederum ablehnte. Dieses Mal wegen der gegensätzlichen Auffassungen bezüglich des Abolitionismus. Zu den nächsten Stationen seines Wanderlebens zählten Philadelphia, Bethany, Charleston und Warren County. 1840 verließ er die First Congregational Church in Harford, Pennsylvania. Mehrere Versuche, von ihm verfasste Gedichtbände und andere Bücher zu veröffentlichen, scheiterten, da er keine Verleger fand. Darunter befand sich unter anderem Pandora – a cyclopaedia of Religious History. 1861 war er Chorleiter und Organist der Presbyterian Church in der 86th Street zwischen 3rd und 4th Avenue in New York City. 1863 ging er dann endgültig nach Brooklyn, wo er bis zu seinem Tod 1889 blieb. Auch hier war er vor allem als privater Musiklehrer tätig. Jetzt widmete er sich wieder hauptsächlich dem Komponieren und vollendete auch Werke, die er schon früher begonnen hatte.

## Werke (Auswahl)
Asahel Abbott schrieb zwischen 1845 und 1860 zehn Oratorien im Stil Händels.
- St. John of Patros, Oratorium
- Oh weep no more sweet mother, Ballad für Gesang und Klavier, Hewitt & Jacques, New York, zwischen 1839 und 1841[Digitalisat 1] OCLC 22486314

- Thy kingdom come, Quartett, Text: M. A. Brown, publiziert bei Firth Hall & Pond, New York, 1842[Digitalisat 2]

- Jesus Lover of my Soul, Choral, 1845

- Father almighty, Hymne für vier oder sechs Stimmen, Text: Martha Day, 1846[5][Digitalisat 3]
- Benedic anima mea. In: Virgil CorydonTaylor: The Sacred minstrel. J. H. Mather, Hartford, 1847[Digitalisat 4]
- Gen. Zachary Taylor's grand march polka für Klavier, komponiert von Samuel Ackermann, arrangiert für Klavier von Asahel Abbott, publiziert bei C. Holt Jr., New York, 1848[Digitalisat 5]
- Come, join the festive Song. In: Anniversary hymns and music. publiziert bei J. C. Meeks, New York, 1849[Digitalisat 6]
- The Conqueror’s Last Sleep für Gesang und Klavier, publiziert bei Jaques and Brothers in New York, 1850[Digitalisat 7]
- Love’s called a dream Text: Charles Carroll Leeds, publiziert bei Millets Music Saloon in New York, 1850[Digitalisat 8]
- Oh thou, who, when we did complain. In: The Devotional harmonist, George Lane und Levi Scott, New York, 1851 S. 44[Digitalisat 9]
- O Sun of righteousness, arise. In: The Devotional harmonist, George Lane und Levi Scott, New York, 1851 S. 60[Digitalisat 10]
- Our heav’nly father hear the prayer. In: The Devotional harmonist, George Lane und Levi Scott, New York, 1851 S. 148[Digitalisat 11]
- Lo ! On a narrow neck of land. In: The Devotional harmonist, George Lane und Levi Scott, New York, 1851 S. 215[Digitalisat 12]
- Gracious Spirit - Love divine ! In: The Devotional harmonist, George Lane und Levi Scott, New York, 1851 S. 229[Digitalisat 13]
- Hark the notes of Angels singing. In: The Devotional harmonist, George Lane und Levi Scott, New York, 1851 S. 258[Digitalisat 14]
- The Waldenses, Oratorium, Aufführung am 16. Juni 1852[6]
- Child amid the flowers, herausgegeben in The Ladies’ Wreath bei J. M. Fletcher & Co., New York, 1852
- Loud Halelujahs to the Lord, In: George F. Root: The Sabbath bell, publiziert bei Mason Bros., New York, 1856[Digitalisat 15]
- Eternity für vierstimmigen Chor mit Orgelbegleitung, 1876
- Prayer. Incipit: Glory be to God on High. In: New melodies of praise, a collection of new tunes and hymns, for the Sabbath school and praise meeting Ruebush, Kieffer & Co., Singer’s Glen, Virginia, 1877[Digitalisat 16]
- Aria fugata in d-Moll für Orgel
- Lo Triumphe, Fuge in E für Orgel
- Take my life and let it be, Text: Frances Ridley Havergal in: The New Canadian Hymnal: a collection of hymns and music for Sunday schools, young people’s societies, prayer & praise meetings, family circles, 1916, Seite 196

## Digitalisate
1. ↑  Oh weep no more sweet mother als Digitalisat in The Nineteenth Century American Sheet Music Collection der University of North Carolina at Chapel Hill
2. ↑  Thy kingdom come  als Digitalisat bei Hathi Trust
3. ↑  Father almighty als Digitalisat in der Library of Congress
4. ↑  Benedic anima mea  als Digitalisat bei Hathi Trust
5. ↑  Gen. Zachary Taylor's grand march polka als Digitalisat in der Library of Congress
6. ↑  Come, join the festive Song.  als Digitalisat bei Hathi Trust
7. ↑  The Conqueror’s Last Sleep als Digitalisat in der Library of Congress
8. ↑  Love’s called a dream als Digitalisat in der Library of Congress
9. ↑  Oh thou, who, when we did complain.  als Digitalisat bei Hathi Trust
10. ↑  O Sun of righteousness, arise  als Digitalisat bei Hathi Trust
11. ↑  Our heav’nly father hear the prayer  als Digitalisat bei Hathi Trust
12. ↑  Lo ! On a narrow neck of land.  als Digitalisat bei Hathi Trust
13. ↑  Gracious Spirit - Love divine !   als Digitalisat bei Hathi Trust
14. ↑  Hark the notes of Angels singing.  als Digitalisat bei Hathi Trust
15. ↑  Loud Halelujahs to the Lord  als Digitalisat bei Hathi Trust
16. ↑  Prayer als Digitalisat im Internet Archive